# ایران در جنگ جهانی دوم (مستند تلویزیونی)
ایران در جنگ جهانی دوم یک مستند تلویزیونی محصول سال ۱۳۵۶ به کارگردانی و نویسندگی جعفر توکل و  می‌باشد که در اواخر ۱۳۵۶ از شبکه پخش شد.
این سریال مستند - داستانی با سرمایه تلویزیون و با همکاری ارتش تهیه شد و در طی آن وقایع تاریخ ایران در جنگ جهانی دوم ترسیم شد

## بازیگران
- رفیع حالتی
- فیروز بهجت‌محمدی
- محمد مطیع